# 154 (альбом)
154 — третій студійний альбом британського пост-панк-гурту, Wire, який вийшов у вересні 1979, року на лейблі Harvest Records, в США випускався на лейблі Warner Bros. Records, альбом відрізняється від двох попередніх альбомів гурту, тут гурт більше почав експериментувати зі звуком, музичних інструментів, що придавало більше значенню експериментальному року, та електронної музики. Альбом досягнув 39-го місця в UK Albums Chart.

## Список композицій
| #   | Назва                        | Тривалість |
| --- | ---------------------------- | ---------- |
| 1.  | «I Should Have Known Better» | 3:52       |
| 2.  | «Two People in a Room»       | 2:00       |
| 3.  | «The 15th»                   | 3:05       |
| 4.  | «The Other Window»           | 2:07       |
| 5.  | «Single K.O.»                | 2:23       |
| 6.  | «A Touching Display»         | 6:55       |
| 7.  | «On Returning»               | 2:06       |
| 8.  | «A Mutual Friend»            | 4:28       |
| 9.  | «Blessed State»              | 3:28       |
| 10. | «Once is Enough»             | 3:23       |
| 11. | «Mape Ref. 41 N 93 W»        | 3:40       |
| 12. | «Indirect Enquiries»         | 3:36       |
| 13. | «40 Versions»                | 3:28       |